# Pathology (band)
Pathology is een slam deathmetalband uit de Verenigde Staten, opgericht in 2006, in San Diego, Californië door Dave Astor en Nick Gervais.
Hun debuut demo-album Surgically Hacked kwam uit bij het Japanse "Amputated Vein Records". In 2007 tekende de band bij het Australische "Grindhead Records".Momenteel staan ze onder contract bij Victory Records.

## Leden

### Huidige leden
- Matty Way - vocals
- Tim Tiszczenko - gitaar/basgitaar/vocals
- Osacar Ramirez - basgitaar
- Dave Astor - drums/vocals

### Voormalige leden
- Diego Sanchez - gitaar
- Pascual Romero - vocals
- Nick Gervais - gitaar
- Levi Fuselier - vocals
- Ramon Mercado - vocals

## Discografie

### Albums
- Surgically Hacked - 2006
- Incisions of Perverse Debauchery - 2008
- Age of Onset - 2009
- Legacy of the Ancients - 2010
- The Time of Great Purification - 2012

### Singles
- Code Injection - 2010